# Обеспечительный платёж
Обеспечительный платёж — денежная сумма, передаваемая в качестве задатка по договору аренды недвижимости или денежное обязательство, гарантирующие собственнику недвижимости защиту от невыполнения обязательств арендатором, включая покрытие стоимости ремонта в случае ущерба.
Если говорить проще, обеспечительный платеж — способ компенсировать материальные и иные издержки в случае:
- нарушения договора исполнителем.
- уклонения от исполнения отдельных пунктов договора.
- словесного решения не участвовать в сделке[2].

Обеспечительный платеж как способ обеспечения исполнения обязательств часто используется при заключении договоров аренды. «Исполнение обязательств может обеспечиваться неустойкой, залогом, удержанием вещи должника, поручительством, независимой гарантией, задатком, обеспечительным платежом и другими способами, предусмотренными законом или договором (п. 1 ст. 329 ГК РФ)». Сумма обеспечительного платежа является фиксированной и равняется месячной оплате за проживание. Таким образом, при наличии условия внесения залога, квартиросъемщик при заключении договора должен передать арендодателю оплату за два месяца – первый и последний.
Платёж осуществляется на счёт хозяина квартиры в качестве гарантии исполнения условий договора. Средства платежа могут использоваться как гарантия оплаты в случае возникновения долга. Арендодатель вправе списать неоплаченные обязательства (отсутствие ежемесячной платы за аренду) с депозита (из средств обеспечительного платежа). Также арендодатель вправе списать стоимость испорченного имущества, если таковое было предусмотрено договором аренды. Сумма обеспечительного платежа должна быть возвращена арендатору в том случае, если его обязательства выполнены и имущество возвращается арендодателю без существенных изменений в отличие от невозвратных платежей типа рейкин, распространённого в Японии.
Внесение обеспечительного платежа в больше́й степени призвано защитить интересы арендодателя. Для арендодателя такими являются:
- гарантия сохранения имущества в надлежащем виде;
- наличие суммы компенсации за возможный ущерб, которая уже имеется и не требует усилий по взысканию.

Единственным недостатком получения обеспечительного платежа для арендодателя является риск, что его сумма не покроет величину убытков.
Для арендатора наличие обеспечительного платежа повышает вероятность получения объекта недвижимости в аренду.